# Aktienspam
Unter Aktienspam versteht man den massenhaften Versand von E-Mails (Spam), um den Kurs einer Aktie zu beeinflussen. In diesen E-Mails werden meist Aktien eines Pennystocks beworben. Der Versender prophezeit eine hohe Kurssteigerung, weil das Unternehmen angeblich in Kürze „gute Nachrichten“ (neue Erfindung, neuer Absatzmarkt o. ä.) veröffentliche. Manchmal werden die Aussagen als Insiderwissen deklariert.
Dabei kauft der Versender der Mails vor dem Versenden manchmal auch selbst die Aktien. Angeregt durch die Werbung, steigt das Handelsvolumen und in dessen Folge der Börsenkurs der Aktie. Eine Verdopplung oder sogar Vervielfachung des Kurswertes ist dabei nichts Außergewöhnliches.
Sobald jedoch einige Aktionäre – meist auch der Versender der Werbung – ihre Aktien verkaufen, fällt der Kurs wieder stark. Zum Teil werden dann sogar Kurswerte erreicht, die unter dem Kurs vor dem Spam-Versand liegen. Nicht rechtzeitig abgesprungene Aktionäre bleiben dann auf nahezu wertlosen Papieren sitzen.
Es ist zwischen zwei Arten des Aktienspams zu unterscheiden:
- Es werden zum einen ausländische Aktien beworben, die der Anleger nie mehr verkaufen kann, da diese nur beworben werden, um sie selbst zu verkaufen. Man spricht auch vom „Abladen“. In diesem Fall erwirtschaftet der Spammer die gesamten Einnahmen.
- Die andere Art von Aktienspam ist die Kaufempfehlung von Aktien, meist inländischer Pennystocks. Hier hat der Spammer vorher Aktien gesammelt und gibt dann die Kaufempfehlung bekannt. Hier profitiert der Spammer, wenn er seine Aktien nach dem Kursanstieg teurer verkauft.

Das Phänomen der Aktientipps ist nach Angaben der Bundesanstalt für Finanzdienstleistungsaufsicht alt, nur das Medium Aktienspam ist neu.
Wenn in beiden Fällen auf diese Interessenkollision nicht wirksam hingewiesen wird und die Aktie durch die Kaufempfehlung steigt oder fällt, stellt dies eine Straftat dar. Wenn der Kurs sich nicht verändert, ist es eine Ordnungswidrigkeit.
Das Versenden von Aktienspam stellt einen Wettbewerbsverstoß dar (§ 7 UWG, belästigende Werbung).